# Synagoge (Kobryn)

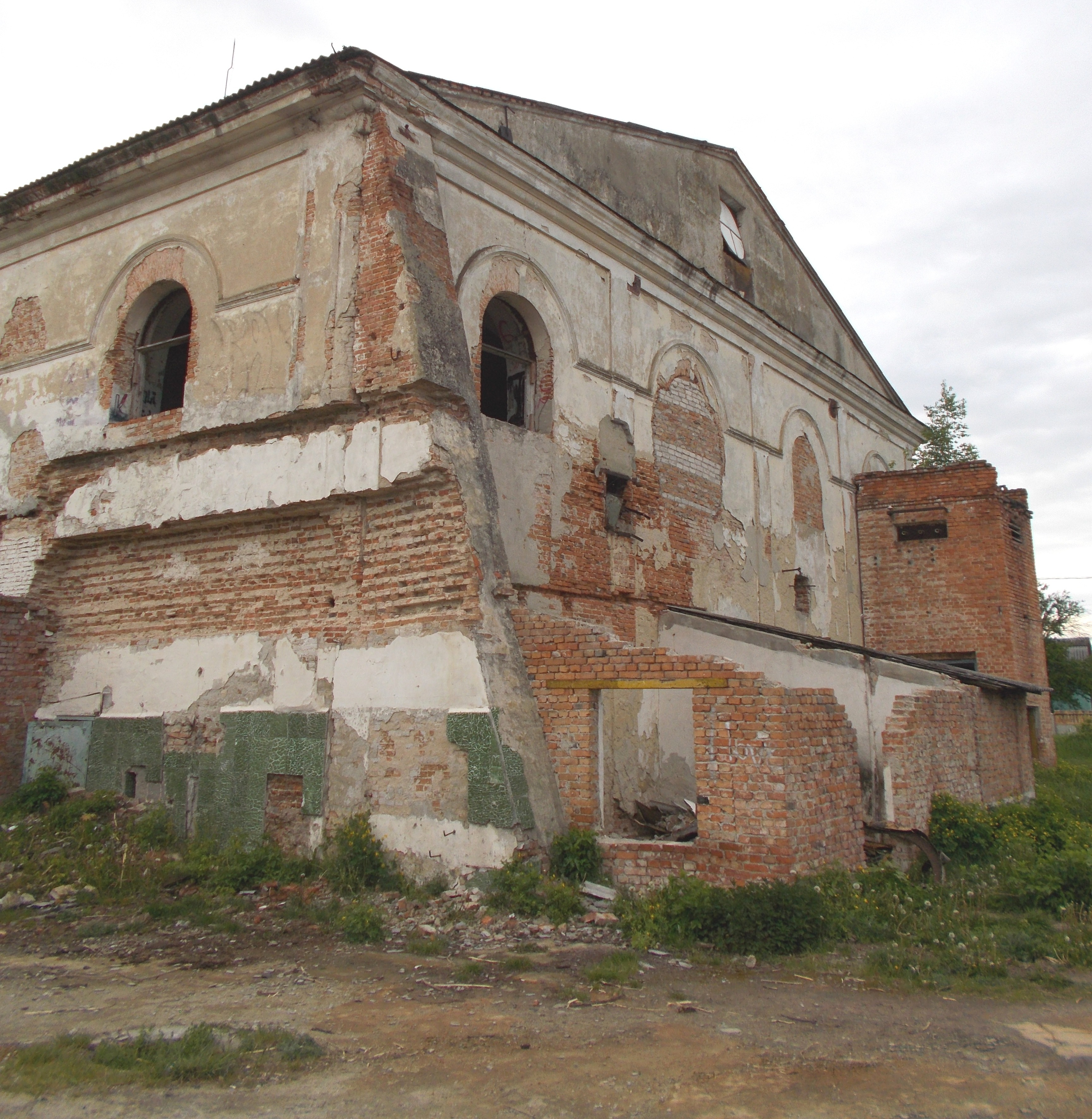
Synagoge in Kobryn (2014)

Die Synagoge in Kobryn, einer belarussischen Stadt in der Breszkaja Woblasz, wurde im 19. Jahrhundert erbaut.
In Kobryn war vor 1941 der Anteil der jüdischen Bevölkerung sehr hoch. Der überwiegende Teil der jüdischen Bevölkerung wurde von den deutschen Besatzern während des Holocausts ermordet.
Die Synagoge, in der in den 1980er Jahren eine Brauerei untergebracht war, ist dem Verfall preisgegeben.